# Stinnes AG
Die Stinnes AG war zuletzt ein Logistikdienstleister im Ressort Transport und Logistik (DB Logistics) der Deutschen Bahn. Die ursprüngliche Stinnes AG umfasste u. a. die Unternehmen von Mathias (seit 1808) und Hugo Stinnes (seit 1892). Zeitweise hieß das Unternehmen auch Hugo Stinnes Corporation und Hugo Stinnes AG.

## Geschichte
In der Stinnes AG befand sich zum einen das von Mathias Stinnes gegründete Unternehmen von 1808 für Schifffahrt und Kohlezechen und zum anderen der Unternehmensteil seines erfolgreichsten Enkels Hugo Stinnes, die parallel existierende Hugo Stinnes GmbH für Kohlenhandel und Energieerzeugung aus Kohle.
Unter der Führung von Hugo Stinnes standen in dessen letzten Lebensjahren insgesamt über 3000 Unternehmen der verschiedensten Branchen. Im Jahr seines Todes 1924 war die Familie Stinnes der größte Arbeitgeber der Welt mit über 600.000 Mitarbeitern.
Sein Sohn Hugo Stinnes junior übernahm danach die Geschäfte. Er ignorierte die zwei Ratschläge seines Vaters am Sterbebett, alle Schulden zu tilgen und Frieden mit den Banken zu schließen. Das Imperium kam in der Weltwirtschaftskrise in finanzielle Schieflage. Die europäischen Banken hatten zu dieser Zeit nicht mehr genug Eigenkapital und Risikobereitschaft, so dass US-Banken aushelfen mussten. 1926 wurde hierzu die Hugo Stinnes Corporation gegründet, an der die US-Banken mit 46 Prozent beteiligt waren. In die Hugo Stinnes Corporation wurden alle wesentlichen Vermögenswerte der Familie Stinnes eingebracht.
Als die USA sich 1941 am Zweiten Weltkrieg beteiligten, beschlagnahmten sie den Familienanteil an der Hugo Stinnes Corporation als Feindvermögen. 1947 wurde als Treuhänder der Alliierten Heinz P. Kemper eingesetzt. Unter ihm entwickelte sich die Hugo Stinnes Corporation in den Nachkriegsjahren hervorragend und erlangte eine hohe wirtschaftliche Bedeutung für die damals junge Bundesrepublik Deutschland. Kemper und der damalige Bundeskanzler Konrad Adenauer setzten sich dafür ein, dass Stinnes wieder ein deutsches Unternehmen wurde. In direkten Verhandlungen mit Dwight D. Eisenhower gelang Konrad Adenauer dies 1956 zusammen mit einem Bankenkonsortium, an dem die Familie Stinnes nach den Auflagen der US-Regierung aber nicht beteiligt sein durfte.
1961 wandelte sich die Hugo Stinnes Corporation in die neu gegründete Hugo Stinnes AG um. 1964 erwirtschaftete diese einen Umsatz von 1,3 Milliarden DM und wurde 1965 zu 95 Prozent von der damaligen VEBA (heute E.ON) übernommen. Unter der VEBA wurde das Unternehmen wieder zu einem reinen Logistikdienstleister. 1977 erzielte das Unternehmen einen Umsatz von 9,4 Milliarden DM. 1979 firmierte das Unternehmen zur Stinnes AG um. Ab 1992 gehörte die Stinnes AG vollständig der VEBA.
1999 brachte die Veba die Stinnes AG an die Börse mit dem langfristigen strategischen Ziel, sich ganz von dieser Beteiligung zu trennen. Im Jahr 2002 gelang dies der aus der Fusion von VEBA und Viag hervorgegangenen E.ON, nachdem der Aufsichtsrat dem Verkauf an die Deutsche Bahn (DB) zugestimmt hatte. Nachdem 2003 die von der Deutschen Bahn zwangsweise ausgeschlossenen Minderheitsaktionäre abgefunden worden waren, wurde die Stinnes AG vollständig in den DB-Konzern integriert. Gespräche zur Übernahme des Unternehmens durch die Deutsche Bahn hatten im Sommer 2000 begonnen.
Die ehemaligen Konzerngesellschaften Brenntag und Interfer wurden im März 2004 verkauft.

## Geschäftsfelder
Die Stinnes AG war zunächst ein Geschäftsfeld in der DB Logistics, zu der auch Railion und die Schenker AG gehören. Die Stinnes AG selbst umfasste die Geschäftsfelder Stinnes Freight Logistics, spezialisiert auf den Transport von Massengütern, und Stinnes Intermodal, Spezialist für den kombinierten Verkehr.
Zum 6. Februar 2008 wurde die Stinnes AG in DB Mobility Logistics AG umbenannt und diente nun im Zuge der damals geplanten Teilprivatisierung der Deutschen Bahn als Holding-Gesellschaft für die Transport-, Logistik- und Dienstleistungsunternehmen des DB-Konzerns.
Am 10. September 2010 wurde die DB Magnetbahn GmbH, welche die Planung von Transrapid-Strecken betrieb, auf die DB Mobility Logistics AG verschmolzen.
Am 15. Juli 2016 wurde die DB Mobility Logistics AG auf die Deutsche Bahn AG verschmolzen.